# El Nabo
El Nabo är en ort i Mexiko.   Den ligger i kommunen Querétaro och delstaten Querétaro Arteaga, i den centrala delen av landet, 200 km nordväst om huvudstaden Mexico City. El Nabo ligger 1 905 meter över havet och antalet invånare är 2 448.
Terrängen runt El Nabo är kuperad åt nordost, men åt sydväst är den platt. Runt El Nabo är det tätbefolkat, med 947 invånare per kvadratkilometer. Närmaste större samhälle är Santiago de Querétaro, 15,2 km sydost om El Nabo. Trakten runt El Nabo består i huvudsak av gräsmarker.